# Efektywna liczba partii
Efektywna liczba partii lub wskaźnik Laaksa i Taagepery – wskaźnik opracowany w 1979 roku przez M. Laaksa i R. Taageperę, pozwalający ustalić liczbę partii mających realny wpływ w danym parlamencie. Wskaźnik to liczba partii, które znalazłyby się w danym parlamencie przy założeniu, że wszystkie miałyby równą siłę i zachowany zostałby stopień fragmentacji partyjnej. Efektywną liczbę partii można uzyskać przez zastosowanie następującego wzoru:
{\displaystyle N_{s}={\frac {1}{\sum s_{i}^{2}}}}
gdzie {\displaystyle N_{s}} to efektywna liczba partii, a {\displaystyle s_{i}} to odsetek miejsc w parlamencie zajmowanych przez daną partię.

## Przykład
| Sejm RP VIII kadencji        | Sejm RP VIII kadencji |
| ---------------------------- | --------------------- |
| Klub/Koło                    | Liczba posłów         |
| Prawo i Sprawiedliwość       | 234                   |
| Platforma Obywatelska        | 136                   |
| Kukiz’15                     | 32                    |
| Nowoczesna                   | 27                    |
| Polskie Stronnictwo Ludowe   | 15                    |
| Unia Europejskich Demokratów | 4                     |
| Wolni i Solidarni            | 3                     |
| Republikanie                 | 3                     |
| niezrzeszeni                 | 6                     |
| Łącznie                      | 460                   |

{\displaystyle N={\frac {1}{\left({\frac {234}{460}}\right)^{2}+\left({\frac {136}{460}}\right)^{2}+\left({\frac {32}{460}}\right)^{2}+...}}=2,81009296149\approx 2,81}
Zatem obecnie (21 lipca 2017) efektywna liczba partii w polskim Sejmie wynosi 2,81.